# Santiago Ramundo
Santiago Ramundo (né le 10 mai 1984 à Buenos Aires, Argentine), est un acteur, chanteur et producteur argentin.

## Biographie
Santiago Ramundo commence sa formation artistique très jeune en étudiant le piano et la comédie musicale. Il passe deux ans à l'école de Comédie musicale Valeria Lynch et deux ans dans les classes de théâtre avec María Rosa Fugazot.

## Carrière
En 2006, il apparaît pour la première fois à la télévision dans la telenovela Tango del último amor, produite par TV Channel Russia y Telefe Internacional, dans le rôle d'Esteban.
En 2007, il incarne Ramiro Vázquez, un antagoniste dans la telenovela Son de Fierro. La même année il participe à la série Mujeres de nadie dans le rôle de Claudio Mendizabal et joue dans la pièce de théâtre El caballero enduendado.
En 2008, il est Martín dans La maga y el camino dorado, l'antgoniste Marcelo dans la telenovela Valentino, el argentino et Benicio dans Atracción x 4 durant un épisode.
En 2009, il incarne à nouveau Benicio dans Atracción x4 en Dream Beach et réalise une apparition spéciale dans Enseñame a vivir où il interprète Diego. Mi-2009, il campe le personnage de  Marcos Del Campo dans la telenovela pour la jeunesse Champs 12.
Durant 2010 et 2011, il joue avec Eiza González dans la telenovela pour la jeunesse Sueña conmigo, produite par Illusion Studios en association avec Televisa et Nickelodeon. Dans cette telenovela il personnifie Luca Grossi, un adolescent avec une grande passion musicale qui franchit de nombreux obstacles pour accomplir ses rêves.
En 2016, il est le protagoniste juvénile de la telenovela Sueño de amor de la chaîne Televisa produite par Juan Osorio. Il joue Luca de la Colina Conde, le fils de l'antigoniste principal Julián Gil.
Depuis le début de novembre 2016, à Alméria en Espagne, Santiago Ramundo enregistre le long métrage Jesús de Nazareth produit par José Manuel Brandariz et dirigé par Rafael Lara où il incarne Judas aux côtés de Julián Gil qui tient le rôle-titre.

## Filmographie

### Télévision
| Année       | Titre                       | Rôle                     | Chaîne                        |
| ----------- | --------------------------- | ------------------------ | ----------------------------- |
| 2005        | Floricienta                 | Cameo                    | Canal 13                      |
| 2006        | Tango del último amor       | Esteban                  | TV Channel Russia             |
| 2007        | Son de Fierro               | Ramiro Vázquez           | Canal 13                      |
| 2007        | Mujeres de nadie            | Claudio Mendizabal       | Canal 13                      |
| 2007        | Valentino, el argentino     | Marcelo                  | Canal 13/RCN                  |
| 2008        | La maga y el camino dorado  | Martín                   | Nickelodeon                   |
| 2008        | Atracción x4                | Benicio                  | Canal 13                      |
| 2009        | Atracción x4 en Dream Beach | Benicio                  | Canal 13                      |
| 2009        | Champs 12                   | Marcos Del Campo         | América TV                    |
| 2009        | Enseñame a vivir            | Diego                    | Canal 13                      |
| 2010        | Isa TK+                     | Luca (primo de Linda)    | Nickelodeon (Ultimo capitulo) |
| 2010 - 2011 | Sueña conmigo               | Luca Grossi              | Nickelodeon/Telefe            |
| 2012 - 2013 | Dulce amor                  | Ciro Montero / Montalbán | Telefe                        |
| 2013 - 2014 | Señales                     | Damián                   | Canal 7                       |
| 2015        | Entre Canibales             | Matías Lemos Arenal      | Telefe                        |
| 2016        | Sueño de amor               | Luca de la Colina        | Canal de las Estrellas        |

## Théâtre
| Année     | Titre                            | Rôle                 | Direction                              |
| --------- | -------------------------------- | -------------------- | -------------------------------------- |
| 2007-2008 | El caballero enduendado          | Caballero enduendado | Alejandra Cullari et Guillermo Pardini |
| 2011      | Sueña conmigo en concierto       | Luca Grossi          | Eduardo Gongell                        |
| 2013      | Camila, nuestra historia de amor | Eduardo O' Gorman    | Fabián Nuñez                           |

## Discographie

### Singles
| Année | Chanson              | Album         | Notes              |
| ----- | -------------------- | ------------- | ------------------ |
| 2010  | Sueña conmigo        | Sueña conmigo | en groupe          |
| 2010  | Cuando yo te vi      | Sueña conmigo | avec Eiza González |
| 2010  | El circo de la vida  | Sueña conmigo |                    |
| 2010  | El tren              | Sueña conmigo |                    |
| 2010  | Contigo todo         | Sueña conmigo | avec Eiza González |
| 2010  | El ritmo de mi gente | Sueña conmigo | avec Eiza González |

## Nominations et récompenses
| Année | Récompense                   | Catégorie                           | Telenovela    | Résultat |
| ----- | ---------------------------- | ----------------------------------- | ------------- | -------- |
| 2011  | Kids Choice Awards México    | Personnage masculin favori de série | Sueña conmigo | Nommé    |
| 2011  | Kids Choice Awards Argentina | Meilleur acteur                     | Sueña conmigo | Gagnant  |